# Tomas Domarkas
Tomas Domarkas (*  30. November 1977 in Plungė) ist ein litauischer Politiker und seit November 2024 Mitglied des Seimas.

## Leben
Nach dem Abitur 1995 an der Mittelschule absolvierte Tomas Domarkas von 1995 bis 1999 das Bachelorstudium der Seewirtschaft und das Masterstudium Marketing-Management an der Universität Klaipėda in der litauischen Hafenstadt Klaipėda an der Ostsee. 
Von 1999 bis 	2001 	war er Verkaufsleiter im Unternehmen AB Utenos mėsa. Von 2001 bis  	2005 leitete er als Direktor das Unternehmen	UAB Ribenos prekyba, 	
von 2010 bis 2024 das Unternehmen 	UAB MGM Baltija, von 2018 	bis 2024 das Unternehmen 	UAB Ladula 	und von 2020 bis 2024 das Unternehmen 	UAB NTG.
In der Parlamentswahl in Litauen 2024 wurde Tomas Domarkas in den 14. Seimas gewählt.
Seit 2024 ist er Mitglied von „Nemuno aušra“.
Tomas Domarkas ist verheiratet.